# Каприје (Торино)
Каприје (итал. Caprie) је насеље у Италији у округу Торино, региону Пијемонт.
Према процени из 2011. у насељу је живело 1005 становника. Насеље се налази на надморској висини од 383 м.

## Становништво
| 1936. | 1951. | 1961. | 1971. | 1981. | 1991. | 2001. | 2011. |
| ----- | ----- | ----- | ----- | ----- | ----- | ----- | ----- |
| 1.728 | 1.705 | 1.471 | 1.552 | 1.710 | 1.752 | 1.883 | 2.116 |